# Massacre de Sand Creek
Guerre du Colorado
Le massacre de Sand Creek est un événement des guerres indiennes aux États-Unis qui s'est produit le 29 novembre 1864, lorsque la milice du territoire du Colorado a attaqué un village de Cheyennes et d'Arapahos installé sur les plaines orientales (à l'est des montagnes Rocheuses), au bord de la Big Sandy Creek.
Le colonel John Chivington et ses 675 cavaliers attaquèrent le camp amérindien qui comptait 500 personnes, guerriers mais aussi femmes, vieillards, enfants et leur Chef Yellow Wolf. Au terme des combats, entre 70 et 163 Amérindiens furent massacrés, contre 24 tués et 52 blessés pour les soldats américains.

## Contexte

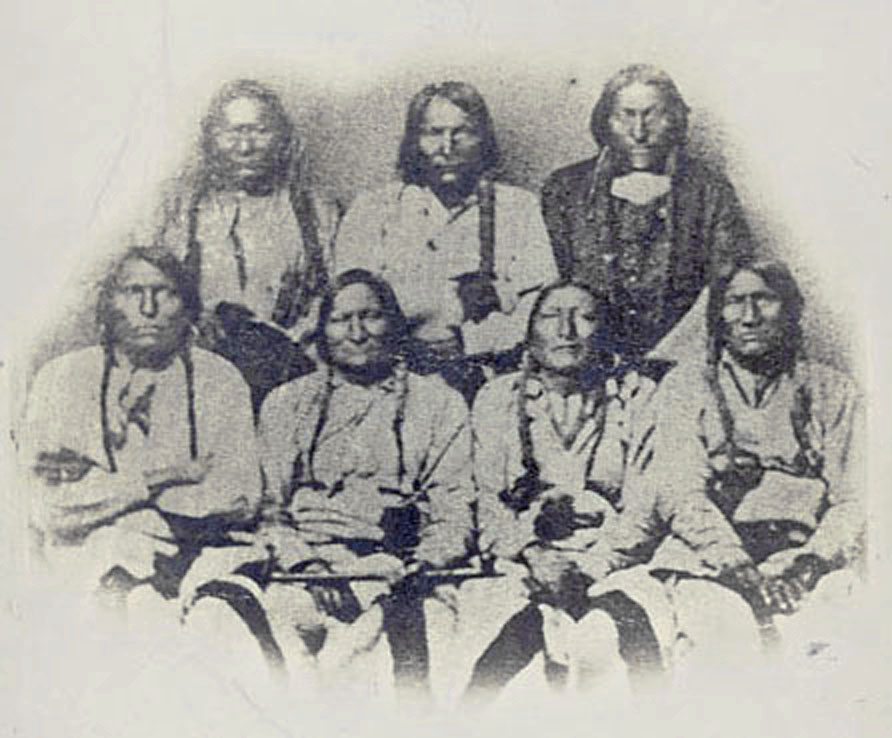
Une délégation de chefs Cheyennes, Kiowas et Arapahos à Denver, Colorado le 28 septembre 1864.

Selon les termes du traité de Fort Laramie de 1851, conclu entre les États-Unis et sept tribus amérindiennes dont les Cheyennes et les Arapahos, le gouvernement des États-Unis a reconnu à ces dernières la propriété d'un vaste territoire englobant les terres comprises entre les rivières North Platte et Arkansas et s’étendant depuis l'Est des montagnes Rocheuses jusqu'à l'ouest du Kansas. Cette région incluait ce qui forme aujourd'hui la partie sud-est du Wyoming, le Sud-Ouest du Nebraska, la plupart de la région sud-est du Colorado, et l'Extrême-Ouest du Kansas. Cependant, la découverte d'or en novembre 1858 dans les montagnes Rocheuses du Colorado, qui faisaient alors partie du territoire du Kansas, conduisit à la ruée vers l'or de Pikes Peak. Il y eut alors une vague importante d'émigrants Euro-Américains vers les terres des tribus arapaho et cheyenne. Les autorités territoriales du Colorado firent pression sur les autorités fédérales afin que soient redéfinies les limites des terres indiennes se trouvant sur le territoire, et à l'automne 1860, A. B. Greenwood, commissaire aux Affaires indiennes, arriva au Nouveau Fort de Bent, sur la rivière Arkansas, pour y négocier un nouveau traité.
Le 18 février 1861, six chefs cheyennes du Sud et quatre Arapahos signèrent le traité de Fort Wise avec les États-Unis, par lequel ils cédaient la plupart des terres qui leur avaient été concédées par le traité de Fort Laramie. Les chefs cheyennes étaient Black Kettle, White Antelope, Lean Bear, Little Wolf, Tall Bear et Niwot ; les Arapahos Little Raven, Storm, Shave-Head, et Big Mouth.
La nouvelle réserve, qui représentait moins d'un treizième de celle concédée en 1851, était située dans l'Est du Colorado entre les rivières Arkansas River et Sand Creek. Certains groupes de Cheyennes, dont les Dog Soldiers, une troupe des Cheyennes et des Lakotas, mécontents des chefs qui avaient signé ce traité et le désavouant, refusèrent de se plier à ses contraintes. Ils continuèrent de vivre et chasser sur les riches pâturages à bisons de l'Est du Colorado et de l'Ouest Kansas. Ils se montrèrent graduellement plus agressifs envers les immigrants blancs qui traversaient leur territoire, en particulier dans la région de la Smoky Hill River du Kansas, par laquelle passait une nouvelle piste vers les terrains aurifères. Les Cheyennes opposés au traité prétendaient qu'il avait été signé par une petite minorité de chefs sans le consentement ni l'approbation des autres tribus, que les signataires n'avaient pas compris ce qu'ils signaient, et qu'ils avaient été corrompus par une large distribution de cadeaux. Les Blancs au contraire voyaient le traité comme un « devoir solennel » et considéraient les Indiens qui le refusaient comme hostiles et fauteurs de guerre.
Le déclenchement de la guerre de Sécession en 1861 conduisit à une réorganisation des forces militaires sur le territoire du Colorado. En mars 1862, les troupes du Colorado défirent celle des confédérés du Texas lors de la bataille de Glorieta Pass dans le Nouveau-Mexique. Après la bataille, le 1er régiment de volontaires du Colorado, sous le commandement du colonel John Chivington rentra chez lui pour y servir en tant que garde territoriale. Chivington et le gouverneur du territoire, John Evans, adoptèrent une ligne dure vis-à-vis des Indiens, accusés par les colons de voler du bétail. Les conflits entre Blancs et Indiens lors du printemps 1864 se matérialisèrent par la prise et la destruction de campements cheyennes. Le 16 mai 1864, un détachement commandé par le lieutenant George S. Eayre se rendant au Kansas rencontra des Cheyennes sur leur territoire de chasse aux bisons près de la Smoky Hill River. Les chefs cheyennes Lean Bear et Star vinrent au-devant des soldats pour signifier leurs intentions pacifiques et furent abattus par les hommes de Eayre,. Cet incident déclencha des assauts vengeurs des Cheyennes contre les colons du Kansas.
Comme le conflit entre les Amérindiens et les colons soutenus par les soldats se poursuivait au Colorado, nombre de Cheyennes et d'Arapahos (dont les groupes commandés par les chefs Black Kettle et White Antelope qui avaient cherché à maintenir la paix malgré les attaques des colons) s'étaient résignés à négocier la paix. En septembre 1864, ils rencontrèrent le gouverneur Evans et le colonel Chivington à Camp Weld, près de Denver, et déduisirent, sans doute à tort, qu'un accord de paix était acquis.
Après plusieurs années de conflit entre Blancs et Amérindiens dans le Colorado, une troupe d'environ 800 Cheyennes et leur chef Black Kettle se rendent à Fort Lyon afin de négocier un accord de paix. En compagnie d'Arapahos commandés par le chef Left Hand, ils s'installent ensuite dans un campement à Sand Creek, à moins de 40 miles au nord du fort. Les guerriers dits Dog Soldiers, qui avaient été très actifs au cours du conflit, ne sont pas présents dans ce campement. Rassuré par les promesses de paix du gouvernement des États-Unis, Black Kettle envoie la plupart de ses guerriers à la chasse. Une soixantaine d'hommes restent au camp, la plupart trop jeunes ou trop vieux pour chasser. Le drapeau des États-Unis flotte sur le campement, car il lui est promis qu'« aussi longtemps qu'il ferait flotter le drapeau américain, lui et son peuple ne seraient pas inquiétés par les soldats,. »

## L'attaque

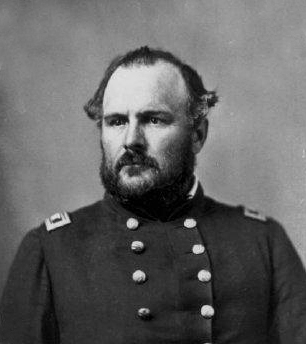
Portrait du colonel de l'armée américaine John Chivington. Chivington fut un prédicateur méthodiste et un opposant à l'esclavage.

En novembre 1864, partant de Fort Lyon, le colonel Chivington et 800 hommes appartenant aux 1er et 3e régiments de cavalerie du Colorado, ainsi qu'une compagnie du 1er régiment de volontaires du Nouveau-Mexique, mènent un raid sur le campement amérindien. Dans la nuit du 28 novembre, les soldats et miliciens s'enivrent aux alentours du camp. Le lendemain matin, Chivington ordonne à ses troupes d'attaquer. Un officier, le capitaine Silas Soule, commandant la seule compagnie présente du 1er régiment de cavalerie du Colorado, refuse de suivre les ordres et demande à ses hommes de ne pas ouvrir le feu. Le reste des troupes attaque immédiatement, sans égards pour le drapeau des États-Unis flottant sur le camp, ni pour un drapeau blanc qui est brandi peu après les premiers coups de feu. Les soldats de Chivington massacrent la plupart des Indiens présents, souvent désarmés.
Au cours de cet assaut, les troupes perdent 15 hommes et plus de 50 sont blessés. Entre les effets de la boisson et le chaos résultant de l'assaut, la plupart de ces pertes sont imputables à des tirs amis. Les estimations des pertes amérindiennes sont de 150 à 200 morts, principalement des femmes et des enfants. Lorsque Chivington rédige son témoignage qui est plus tard produit devant un comité du Congrès des États-Unis, il estime que le nombre d'Amérindiens tués se situe plutôt entre 500 et 600, et que la grande majorité d'entre eux étaient des hommes.
Une source cheyenne rapporte qu'environ 53 hommes et 110 femmes et enfants ont été tués. Bon nombre des cadavres sont mutilés, et pour la plupart ce sont des femmes, des enfants et des vieillards. Chivington et ses hommes coiffent leurs armes, leurs chapeaux et leur équipement de scalps et différents morceaux humains, y compris des organes génitaux, avant d'aller afficher publiquement ces trophées de bataille à l'Apollo Theater et au saloon de Denver.
Chivington déclare que ses troupes avaient combattu dans une bataille contre des Indiens hostiles et que l'action fut d'abord célébrée comme une victoire, quelques soldats arborant avec cynisme des parties de corps humain amérindiens comme des trophées. Cependant, le témoignage de Soule et de ses hommes oblige la tenue d'une enquête sur l'incident, qui conclut que Chivington a mal agi. Soule et les hommes qu'il commandait témoignent contre Chivington devant la cour martiale. Chivington dénonce Soule comme un menteur, et celui-ci est assassiné plus tard par un homme qui a servi sous le commandement de Chivington à Sand Creek. Certaines rumeurs de l'époque impliquent Chivington dans la réalisation de cet assassinat.
À la suite d'une enquête conduite pour l'armée américaine par Edward W. Wynkoop, Chivington est condamné pour sa participation à ce massacre, mais il a déjà quitté l'armée, et l'amnistie générale qui succède à la guerre de Sécession fait que des accusations criminelles ne peuvent être déposées contre lui. Toutefois, un juge de l'armée déclare publiquement que Sand Creek est « une lâche boucherie exécutée avec sang-froid, suffisamment pour couvrir ses auteurs de l'indélébile infamie, et de honte et d'indignation le visage de chaque Américain » (« a cowardly and cold-blooded slaughter, sufficient to cover its perpetrators with indelible infamy, and the face of every American with shame and indignation ».) L'indignation publique est intense face à la brutalité des massacres et la mutilation des cadavres, et aurait peut-être incité le Congrès à rejeter l'idée d'une guerre généralisée contre les Indiens du Midwest.

## La culture populaire
- Le Fort de la dernière chance (1957), film de George Marshall.
- Soldat bleu (1971), film de Ralph Nelson.
- Colorado (1978-1979), série télévisée, épisode 5 : Le Massacre et épisode 12 : Le Cri de l’aigle (en flash back).
- Les premiers épisodes de la série Docteur Quinn, femme médecin (1993) évoquent le massacre.
- Into the West (2005), série télévisée, épisode 4 : La Roue de l’infortune.
- Le chanteur italien Fabrizio De André a écrit la chanson Fiume Sand Creek pour dénoncer le massacre.
- Iron Man 3 (2013), film de Shane Black : le personnage du Mandarin (interprété par Ben Kingsley) fait référence au massacre de Sand Creek pour justifier son comportement terroriste.
- La BD Fausses Pistes (2021) de Bruno Duhamel y fait référence lorsqu'un personnage évoque avoir revécu le massacre lors d'une transe.
- Dans son album Feathers (2015), le pianiste Thomas Enhco fait référence au massacre dans son morceau Sand Creek Song.

## Pour approfondir